# Drusenpapille
Als Drusenpapille bezeichnet man eine Veränderung der Sehnervpapille (Papilla nervi optici) durch hyaline, grieskornähnliche, oft verkalkte Ablagerungen (Drusen) am Papillenrand. Bei der Augenspiegelung erscheint die Papille dadurch etwas verdickt und randunscharf.

## Krankheitsentstehung
Drusen der Papille entstehen durch Abklemmung von Sehnervenfasern durch eine zu enge Durchtrittsstelle in der Sclera. Außerdem können sie bei bestimmten Netzhautkrankheiten wie der Retinopathia pigmentosa vorkommen.
Abzugrenzen sind Drusen der Netzhaut, sie haben eine andere Ursache.

## Klinische Erscheinungen
Drusen der Papille haben meist keinen Krankheitswert. Gelegentlich können sie jedoch Nervenfaserschäden und Gesichtsfeldausfälle verursachen. Die zentrale Sehschärfe ist fast immer intakt.

## Untersuchungsmethoden

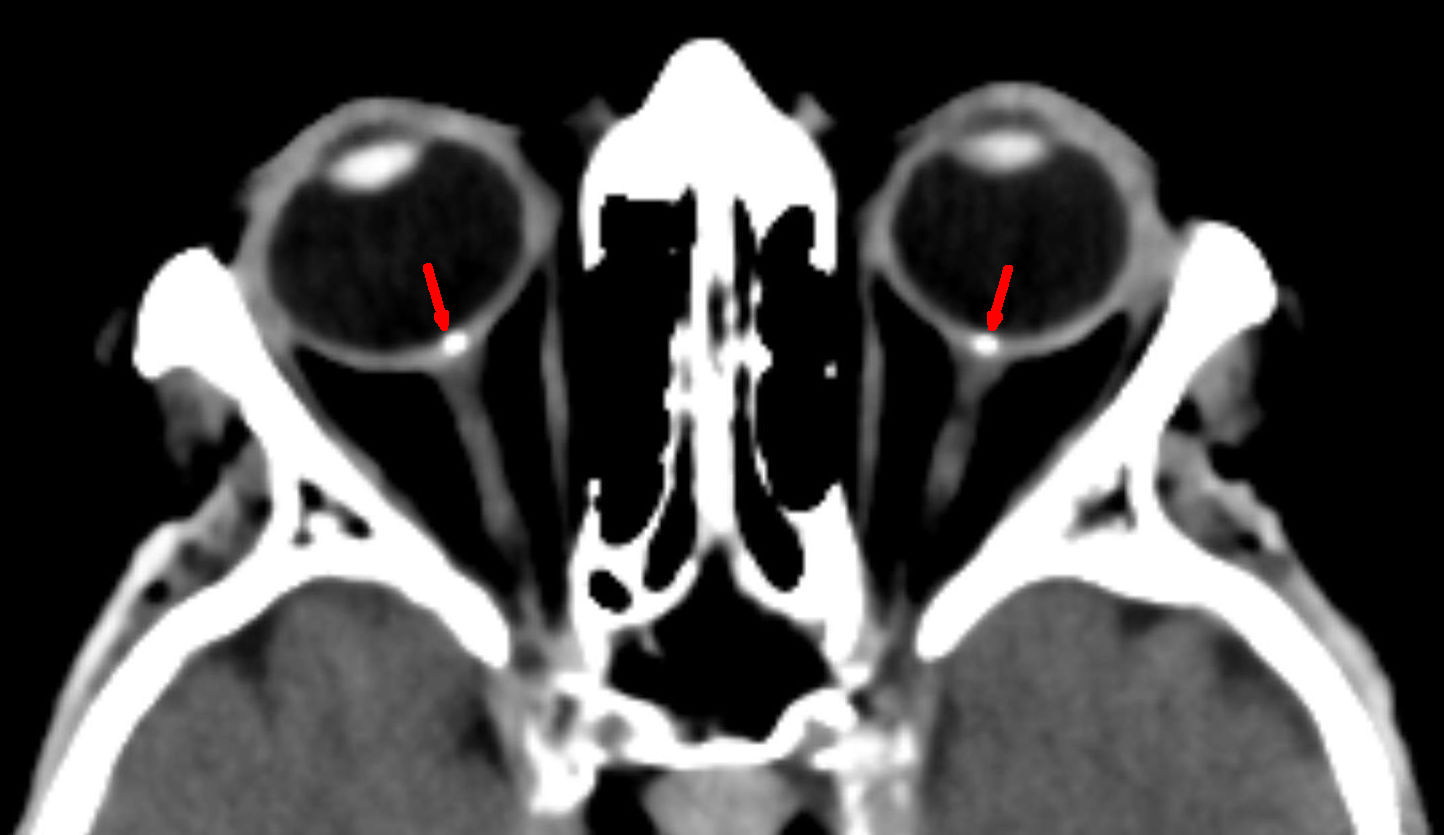
Beidseitige Drusen der Papilla nervi optici in der Computertomographie

Oberflächliche Drusen kann man bei der Augenspiegelung direkt erkennen, tiefsitzende sind mittels Sonografie oder Computertomographie nachweisbar.

## Behandlung
Es ist keine Behandlung möglich.